# The Electrical Morning
The Electrical Morning es el tercer álbum de estudio del grupo español Marlango. Cuenta con la colaboración de Miguel Bosé, que pone su voz en «Dance! Dance! Dance!», y la de Jorge Drexler, que lo hace en «Hold Me Tight».

## Listado de canciones
- El material discográfico contiene 14 temas.[1][2][3]

| N.º | Título                                   | Escritor(es)                     | Duración |  |
| 1.  | «Shout»                                  | Leonor Watling, Alejandro Pelayo | 3:44     |  |
| 2.  | «Silence (In this area)»                 | Leonor Watling, Alejandro Pelayo | 4:02     |  |
| 3.  | «Walkin' in Soho»                        | Leonor Watling, Alejandro Pelayo | 3:17     |  |
| 4.  | «Mind the Gap»                           | Leonor Watling, Alejandro Pelayo | 3:44     |  |
| 5.  | «Hold me tight» (con Jorge Drexler)      | Leonor Watling, Alejandro Pelayo | 3:48     |  |
| 6.  | «Never trust me»                         | Leonor Watling, Alejandro Pelayo | 2:33     |  |
| 7.  | «I do»                                   | Leonor Watling, Alejandro Pelayo | 4:16     |  |
| 8.  | «Sink down to me»                        | Leonor Watling, Alejandro Pelayo | 3:46     |  |
| 9.  | «Who is me?»                             | Leonor Watling, Alejandro Pelayo | 3:33     |  |
| 10. | «Every now is past»                      | Leonor Watling, Alejandro Pelayo | 3:14     |  |
| 11. | «Not without you»                        | Leonor Watling, Alejandro Pelayo | 2:39     |  |
| 12. | «Dance! Dance! Dance!» (con Miguel Bosé) | Leonor Watling, Alejandro Pelayo | 3:52     |  |
| 13. | «Shiny fish»                             | Leonor Watling, Alejandro Pelayo | 7:25     |  |

## Créditos y personal
- Alejandro Pelayo: Productor, compositor y piano
- Leonor Watling: Vocalista y compositor
- Karras Monserrat: Artwork
- José Luis Molero: Ingeniero de grabación
- Rubén Suárez: Ingeniero de grabación
- Ue Nastasi: Masterizado
- Jerónimo Álvarez Fotografía
- Ángel Martos: Grabación y mezcla
- Manuel Bagüés: Bajo
- Gonzalo Maestre, Ricardo Moreno: Batería
- Pablo Novoa, Vicent Huma, Suso Saiz: Guitarra eléctrica
- Juan De Dios Martín: Marimba
- Oscar Ybarra: Trompeta
- Nur Al Levi: Coro
- Manuel Martínez Del Fresno: Chelo
- Pere Bardagí: Violín
- Julián López: Horns